# 福井県立看護専門学校
福井県立看護専門学校（ふくいけんりつかんごせんもんがっこう、英称:Fukui Prefectural Nursing College）とは、福井県四ツ井にある3年制の医療専門課程 看護学科を持つ公立の専修学校である。

## 概要
1952年に福井県が設置者として開設した福井・坂井医療圏内にある看護専門学校。福井都市圏では、8校ある看護師の人材輩出教育機関の1つである。一般入学試験、推薦入学試験 、地域指定推薦入学試験はあるが、現在のところ社会人入学試験は行われていない。文科省付与の学校コードは「A218310000731」。

## 沿革
- 1952年（昭和27年）4月1日 - 福井県立高等看護学院を福井県が設置。
- 1969年（昭和44年）4月 - 2年課程（夜間定時制3年）「第二部課程」併設、3年課程を「第一部課程」と改称。
- 1972年（昭和47年）4月 - 校舎を新築移転。
- 1976年（昭和51年）4月1日 - 福井県立看護専門学校と改称。
- 1977年（昭和52年）4月1日 - 2年課程「第二看護学科」を新設。3年課程「第一部課程」を「第一看護学科」と改称。
- 1980年（昭和55年）8月31日 - 「第二部課程」（夜間定時制3年）を廃止。
- 1983年（昭和58年）3月31日 - 2年課程「第二看護学科」を廃止。
- 1995年（平成7年）3月 - 専修学校の専門課程に専門士の称号が付与。
- 2002年（平成14年）3月 - 保健師助産師看護師法の施行（旧保健婦助産婦看護婦法）により男女ともに「看護師」という名称に統一。
- 2007年（平成19年）9月 - 福井県立看護専門学校新校舎へ移転。

## 設置学科
- 医療専門課程 第一看護学科（3年制）

## 取得できる資格・免許状
- 看護師 国家試験受験資格
- 保健師・助産師の養成機関受験資格
- 専門士（医療専門課程）の称号[3]
- 大学編入学受験資格（取得単位の置き換え）

## 学内奨学金
- 調査中

但し、学外の日本看護協会、各病院奨学金や地方自治体など就学資金支援制度（奨学金の給付/貸与）もあり。要確認。